# Beaufort, Nord
Beaufort là một xã ở tỉnh Nord trong vùng Hauts-de-France, Pháp.